# Muthurayana Hosahalli, Hunsur
Muthurayana Hosahalli là một làng thuộc tehsil Hunsur, huyện Mysore, bang Karnataka, Ấn Độ.